# Эскортные корабли типа «Хибури»
Эскортные корабли типа «Хибури» (яп. 日振型海防艦 Микурагата кайбо:кан) — тип японских эскортных кораблей. Вместе с типом «Укуру» были также известны как кайбоканы типа B.

## Строительство
Заказаны в 1941—1942 годах по пятой программе замены флота вместе с типом «Укуру». Представляли собой гибрид типа «Укуру» и более раннего типа «Микура» — корпус, характерные упрощённые надстройки и дымовая труба первого сочетались с вооружением и особенностями конструкции подводной части второго.
Все 11 кораблей строились на верфях «Хитачи» в Сакурадзиме, до конца войны в строй успели вступить 9 из них.

## История службы
Корабли этого типа использовались для эскортирования войсковых транспортов и патрульной службы. К концу войны уцелевшие единицы прошли модернизацию  — с увеличением числа зенитных автоматов до 16, установкой 81-мм бомбомёта, более совершенных РЛС и гидролокатора.
Пять кораблей погибли в ходе войны (и вскоре после её окончания), по одному были переданы Китаю и Великобритании, «Икуна» использовался сначала Метеорологической службой, а позже был передан береговой охране, где и прослужил до 1963 года, «Сакито» же и недостроенные «Оцу» и «Томосири» были разобраны в 1947—1948 годах.

## Представители
| Заводской номер | Название            | Заложен              | Спущен на воду       | Вступил в строй       | Судьба |
| 328             | Хибури (яп. 日振)   | 3 января 1944 года   | 10 апреля 1944 года  | 27 июня 1944 года     | Торпедирован USS Harder западнее Манилы 22 августа 1944 года |
| 333             | Дайто (яп. 大東)    | 23 февраля 1944 года | 19 мая 1944 года     | 7 августа 1944 года   | Затонул после подрыва на мине в Цусимском проливе 16 ноября 1945 года. |
| 339             | Сёнан (яп. 昭南)    | 23 февраля 1944 года | 24 июня 1944 года    | 13 июля 1944 года     | Торпедирован USS Hoe южнее острова Хайнань 25 февраля 1945 года. |
| 5252            | Кумэ (яп. 久米)     | 26 мая 1944 года     | 15 августа 1944 года | 25 сентября 1944 года | Торпедирован USS Spadefish 28 января 1945 года в Жёлтом море(33°54′ с. ш. 122°55′ в. д.) |
| 5254            | Икуна (яп. 生名)    | 30 июня 1944 года    | 4 сентября 1944 года | 15 октября 1944 года  | Исключён из состава флота 30 ноября 1945 года. В 1947—1949 годах использовался Японским метеорологическим агентством как «Икуна-Мару». В 1949 году передан береговой охране Японии, получил название «Одзика» (PS-102), использовался вплоть до списания в 1963 году. |
| 5257            | Сисака (яп. 四阪)   | 21 августа 1944 года | 31 октября 1944 года | 15 декабря 1944 года  | В 1947 году передан Китаю по репарациям, переименован в Хуэй Ань. В ходе гражданской войны в Китае 28 апреля 1949 года потоплен авиацией коммунистов на Янцзы. Поднят и после ремонта включён в состав флота КНР 24 декабря 1953 года. Сдан на слом в 1990 году.      |
| 5259            | Сакито (яп. 崎戸)   | 7 сентября 1944 года | 29 ноября 1944 года  | 10 января 1945 года   | Разобран в 1947 году |
| 5263            | Мокуто (яп. 目斗)   | 5 ноября 1944 года   | 7 января 1945 года   | 19 февраля 1945 года  | Затонул после подрыва на мине в Симоносекском проливе 4 апреля 1945 года. |
| 5264            | Хабуто (яп. 波太)   | 3 декабря 1944 года  | 28 февраля 1945 года | 7 апреля 1945 года    | В 1947 году передан Великобритании по репарациям, позже разобран на металл. |
| 5265            | Оцу (яп. 大津)      | 12 января 1945 года  | 10 мая 1945 года     |                       | Постройка прекращена при готовности 95 %. Разобран в 1948 году. |
| 5266            | Томосири (яп. 友知) | 5 марта 1945 года    |                      |                       | Постройка прекращена при готовности 20 %. Разобран в 1947 году. |